# Динамо (Харків) у сезоні 1991—1992
Сезон 1991/1992 став 13-м в історії хокейного клубу харківського «Динамо» і останнім за радянських часів. У першій половині 1992 року команда була розформована через складне фінансове становище.

## Склад
Протягом минулого сезону або в міжсезоння команду залишили:
| Хокеїст            | Рік народження | Позиція  | Нова команда              |
| ------------------ | -------------- | -------- | ------------------------- |
| Геннадій Ушаков    | 1957           | воротар  | ?                         |
| Сергій Киряхін     | 1964           | воротар  | «Чебоксари»               |
| Анатолій Хоменко   | 1961           | захисник | ?                         |
| Сергій Алексєєв    | 1958           | захисник | «Унія» (Освенцим, Польща) |
| Андрій Загороднєв  | 1970           | захисник | «Кристал» (Електросталь)  |
| Андрій Мажугін     | 1963           | захисник | СКА (Хабаровськ)          |
| Олександр Печенєв  | 1957           | захисник | завершив виступи          |
| Дмитро Ярижко      | 1971           | захисник | «Нафтовик» (Альметьєвськ) |
| Олег Шаргородський | 1969           | захисник | «Динамо» (Москва)         |
| Валерій Чорний     | 1969           | нападник | «Динамо» (Москва)         |
| Владислав Єршов    | 1960           | нападник | ?                         |
| Ігор Самойлов      | 1971           | нападник | «Буран» (Воронеж)         |

До «Динамо» повернулися:
| Хокеїст         | Рік народження | Позиція  | Колишня команда |
| --------------- | -------------- | -------- | --------------- |
| Олег Марінін    | 1966           | нападник | ЦСКА (Москва)   |
| Олексій Трасеух | 1968           | нападник | «Сокіл» (Київ)  |

## Першість
Харків'яни на початку чемпіонату грали у західній зоні першої ліги: 
| М  | Команда                   | І  | Пер | Н  | Пор | РШ      | О  |
| -- | ------------------------- | -- | --- | -- | --- | ------- | -- |
| 1  | «Металург» (Череповець)   | 36 | 21  | 5  | 11  | 133-96  | 47 |
| 2  | «Дизеліст» (Пенза)        | 36 | 19  | 7  | 10  | 104-82  | 45 |
| 3  | «Динамо» (Харків)         | 36 | 19  | 7  | 10  | 124-115 | 45 |
| 4  | СКА (Ленінград)           | 36 | 20  | 5  | 11  | 127-93  | 45 |
| 5  | «Німан» (Гродно)          | 36 | 18  | 5  | 13  | 104-89  | 41 |
| 6  | «Кристал» (Електросталь)  | 36 | 13  | 8  | 15  | 126-119 | 34 |
| 7  | «Кренгольм» (Нарва)       | 36 | 13  | 5  | 18  | 90-103  | 31 |
| 8  | «Кристал» (Саратов)       | 36 | 9   | 10 | 17  | 89-123  | 28 |
| 9  | «Сокіл» (Новочебоксарськ) | 36 | 11  | 5  | 20  | 94-115  | 27 |
| 10 | «Буран» (Воронеж)         | 36 | 7   | 3  | 26  | 90-146  | 17 |

- Матчі перехідого турніру:[1]

| № | Дата       | Господарі         | Рахунок | Гості                   | Автори закинутих шайб                                                                                           |
| - | ---------- | ----------------- | ------- | ----------------------- | --- |
| 1 | 14.01.1992 | «Динамо» (Харків) | 4:2     | «Торпедо» (Ярославль)   | Трасеух, Васильєв, Литвиненко, Кожокін — Зимін (2)                                                              |
| 2 | 17.01.1992 | «Динамо» (Харків) | 3:6     | «Металург» (Череповець) | Марінін, Литвиненко, Сливченко — Колтунов (2), Вершинін (2), Гайлик, Чистяков                                   |
| 3 | 23.01.1992 | СКА (Ленінград)   | 5:3     | «Динамо» (Харків)       | Павлов, Сівов, Свержов, Беляков, В. Андрєєв — Кожокін, Литвиненко, Юнусов                                       |
| 4 | 26.01.1992 | «Ригас старс»     | 9:2     | «Динамо» (Харків)       | Олександр Керч (2), Опульскіс, Пантелєєв, Григорьєв, Жолток, Семенов, Чудінов, Ігнатович — Литвиненко, Васильєв |
| 5 | 29.01.1992 | «Динамо» (Харків) | 4:3     | «Сокіл» (Київ)          | |

- Зональна група:

| М | Команда            | І  | Пер | Н | Пор | РШ    | О  |
| - | ------------------ | -- | --- | - | --- | ----- | -- |
| 1 | «Динамо» (Мінськ)  | 12 | 10  | 2 | 0   | 54-25 | 22 |
| 2 | «Дизеліст» (Пенза) | 12 | 6   | 2 | 4   | 37-34 | 14 |
| 3 | «Сокіл» Київ       | 12 | 2   | 3 | 7   | 26-43 | 7  |
| 4 | «Динамо» (Харків)  | 12 | 2   | 1 | 9   | 20-35 | 5  |

Мінське «Динамо» і «Дизеліст» здобули право продовжувати першість за 9-16 місця, а українські команди відмовилися від участі у турнірі за 17-24 місця.

## Статистика
| № | Гравець                    | І  | Г | П | 0 | Штр |
| - | -------------------------- | -- | - | - | - | --- |
|   | В'юхін Олександр Євгенович | 51 |   |   |   |     |
|   | Яблуков Георгій            | 6  |   |   |   |     |
|   | Малюшенко Андрій           | 2  |   |   |   |     |

| № | Гравець                         | І  | Г | П | 0  | Штр |
| - | ------------------------------- | -- | - | - | -- | --- |
|   | Салієв Валерій                  | 51 | 2 | 7 | 9  | 42  |
|   | Буценко Костянтин Леонідович    | 51 | 2 | 4 | 6  | 26  |
|   | Бущан Андрій Петрович           | 46 | 2 | 5 | 7  | 32  |
|   | Козирєв Андрій Леонідович       | 41 | 0 | 0 | 0  | 8   |
|   | Осадчий Олександр               | 37 | 3 | 3 | 6  | 58  |
|   | Амелін Олексій Вікторович       | 36 | 6 | 5 | 11 | 30  |
|   | Безроднов Олександр Робертович  | 41 | 0 | 2 | 2  | 8   |
|   | Кошкін Володимир                | 46 | 0 | 1 | 1  | 10  |
|   | Михальченко Борис Григорович    | 20 | 2 | 2 | 4  | 40  |
|   | Протопопов Андрій Володимирович | 15 | 0 | 0 | 0  | 6   |
|   | Свілін Олександр Геннадійович   | 6  | 0 | 0 | 0  | 0   |
|   | Дубровський Дмитро Радомирович  | 3  | 0 | 0 | 0  | 4   |
|   | Слащев Руслан Олексійович       | 1  | 0 | 0 | 0  | 0   |

| № | Гравець                        | І  | Г  | П  | 0  | Штр |
| - | ------------------------------ | -- | -- | -- | -- | --- |
|   | Литвиненко Віталій Іванович    | 51 | 19 | 17 | 36 | 20  |
|   | Кожокін Геннадій Миколайович   | 42 | 25 | 8  | 33 | 26  |
|   | Трасеух Олексій Борисович      | 49 | 15 | 15 | 30 | 12  |
|   | Юнусов Альфред Асфанович       | 51 | 7  | 17 | 24 | 14  |
|   | Марінін Олег Миколайович       | 49 | 15 | 6  | 21 | 36  |
|   | Сливченко Вадим Миколайович    | 50 | 14 | 5  | 19 | 34  |
|   | Іваненко Олександр Григорович  | 49 | 12 | 4  | 16 | 16  |
|   | Васильєв Олег Вікторович       | 49 | 11 | 5  | 16 | 10  |
|   | Андрєєв Дмитро                 | 48 | 8  | 3  | 11 | 22  |
|   | Власов Олег                    | 48 | 7  | 4  | 11 | 12  |
|   | Аліпов Євген Леонідович        | 41 | 6  | 5  | 11 | 22  |
|   | Ковешников Анатолій Леонідович | 34 | 4  | 2  | 6  | 10  |
|   | Винник Олексій Олександрович   | 13 | 0  | 1  | 1  | 0   |
|   | Сиченко Євген Олександрович    | 11 | 0  | 1  | 1  | 2   |
|   | Кулешов Юрій                   | 7  | 0  | 0  | 0  | 0   |
|   | Лазаренко Олексій Михайлович   | 5  | 0  | 0  | 0  | 0   |
|   | Олімпієв Сергій Вікторович     | 2  | 0  | 0  | 0  | 0   |
|   | Клизуб Руслан                  | 2  | 0  | 0  | 0  | 0   |
|   | Дінісін Олексій                | 1  | 0  | 0  | 0  | 2   |

- Старший тренер — Цируль Едуард Дмитрович (1954)
- Начальник команди — Биков Віктор Васильович (1943)
- Тренер — Макренський Юрій Євгенович (1945)
- Тренер — Єршов Владислав В'ячеславович (1960)

## Молодіжна команда
Харківська команда 1973/1974 років грала у півфіналі молодіжного чемпіонату СРСР проти «Торпедо» з Нижнього Новгорода: 5:5, 2:3, 5:5, 2:1. Протистояння з чотирьох ігор завершилося внічию, а завдяки жеребу далі пройшов російський клуб. Повна статистика цього турніру відсутня.
Склад «Динамо»:
Воротарі:
- В'юхін Олександр (1973)
- Малюшенко Андрій (1972)
- Зарудний Олександр (1974)

Польові гравці:
- Затула Андрій (1974)
- Павлишин Валерій (1973)
- Холодов В'ячеслав (1973)
- Васильєв Олег (1973)
- Ніфантьєв Андрій (1973)
- Махота Віталій (1973)
- Орєхов Юрій (1973)
- Протопопов Андрій (1974)
- Решетняк Костянтин (1974)
- Решетняк Андрій (1974)
- Рогатих Юрій (1974)
- Моргачов Сергій (1974)
- Іванов Ігор (1974)
- Сироткін Володимир (1974)
- Рисованний Валерій (1974)
- Глушко Роман (1974)
- Селіванов Сергій (1974)
- Коваленко Віктор (1973)
- Левашов Єгор (1974)
- Назаренко Андрій (1974)
- Дубровський Дмитро (1973)
- Свілін Олександр (1973)
- Євсєєв Леонід (1973)
- Козирєв Андрій (1973)
- Ковешников Анатолій (1973)[2]
- Осадчий Олександр (1975)

Головний тренер Думаревський Дмитро.

## Юнацька команда
У кваліфікації юнацького чемпіонату 1975 р.н. грали три українські колективи: «Сокіл» (Київ), «Динамо» (Харків) і ДЮСШ (Київ). Дві перші команди вибороли право грати у фінальному турнірі.
Вирішальні матчі проходили у Новополольку з 15 по 23 березня 1992 року.
Підгрупа «А»
| М | Команда                        | І | Пер | Н | Пор | ЗШ | ПШ | О |
| - | ------------------------------ | - | --- | - | --- | -- | -- | - |
| 1 | «Юність» (Мінськ)              | 3 | 2   | 1 | 0   | 11 | 6  | 3 |
| 2 | «Крила Рад» (Москва)           | 3 | 2   | 1 | 0   | 15 | 12 | 3 |
| 3 | «Трактор» (Челябінськ)         | 3 | 1   | 0 | 2   | 11 | 14 | 2 |
| 4 | «Торпедо» (Уксть-Каменогорськ) | 3 | 0   | 0 | 3   | 12 | 17 | 0 |

Підгрупа «Б»
| М | Команда                       | І | Пер | Н | Пор | ЗШ | ПШ | О |
| - | ----------------------------- | - | --- | - | --- | -- | -- | - |
| 1 | «Салават Юлаєв» (Уфа)         | 3 | 2   | 0 | 1   | 15 | 12 | 4 |
| 2 | «Автомобіліст» (Єкатеринбург) | 3 | 2   | 0 | 1   | 10 | 9  | 4 |
| 3 | «Сокіл» (Київ)                | 3 | 1   | 0 | 2   | 9  | 13 | 2 |
| 4 | «Динамо» (Харків)             | 3 | 1   | 0 | 2   | 10 | 10 | 2 |

Фінальна група (враховували результати попереднього етапу між командами однієї підгрупи)
| М | Команда                       | І | Пер | Н | Пор | ЗШ | ПШ | О  |
| - | ----------------------------- | - | --- | - | --- | -- | -- | -- |
| 1 | «Салават Юлаєв» (Уфа)         | 5 | 5   | 0 | 0   | 27 | 14 | 10 |
| 2 | «Автомобіліст» (Єкатеринбург) | 5 | 4   | 0 | 1   | 21 | 16 | 8  |
| 3 | «Юність» (Мінськ)             | 5 | 2   | 1 | 2   | 18 | 18 | 5  |
| 4 | «Крила Рад» (Москва)          | 5 | 2   | 1 | 2   | 18 | 18 | 5  |
| 5 | «Трактор» (Челябінськ)        | 5 | 1   | 0 | 4   | 13 | 18 | 2  |
| 6 | «Сокіл» (Київ)                | 5 | 0   | 0 | 5   | 10 | 23 | 0  |

Матч за сьоме місце: «Динамо» (Харків) — «Торпедо» (Уксть-Каменогорськ) — 8:5, 3:3.
Склад «Динамо»:
Воротарі:
- Шишлаков Андрій
- Слободянюк Роман

Польові гравці:
- Переверзєв Володимир
- Холод Олег
- Тітов Олександр
- Шафиков Альберт
- Силаков Олексій
- Белянський Олексій
- Поліщук Іван
- Страхов Олексій
- Філіппов Юрій
- Осман Дмитро
- Олімпієв Сергій
- Клизуб Руслан
- Маркін Андрій
- Кулешов Юрій
- Благодир Костянтин
- Лазаренко Олексій (1976)
- Гладилович Артем
- Слащев Руслан
- Осадчий Олександр
- Вітер Сергій

Головний тренер Церковнюк Юрій.

## Всі гравці
Список гравців, які грали за клуб у чемпіонаті СРСР:
| Гравець                          | Рік народження | Вища ліга | Вища ліга | Перша ліга | Перша ліга | Друга ліга | Друга ліга | Всього | Всього |
| Гравець                          | Рік народження | І         | Г         | І          | Г          | І          | Г          | І      | Г      |
| -------------------------------- | -------------- | --------- | --------- | ---------- | ---------- | ---------- | ---------- | ------ | ------ |
| Барзанов Сергій Васильович       | 1960           | —         | —         | —          | —          | 37         | 0          | 37     | 0      |
| В'юхін Олександр Євгенович       | 1973           | —         | —         | 65         | 0          | —          | —          | 65     | 0      |
| Васильєв Олександр Миколайович   | 1964           | 7         | 0         | —          | —          | —          | —          | 7      | 0      |
| Дроздов Сергій Ігорович          | 1960           | —         | —         | —          | —          | 109        | 0          | 109    | 0      |
| Капкайкін Костянтин Геннадійович | 1968           | 10        | 0         | 29         | 0          | —          | —          | 39     | 0      |
| Карпін Андрій Борисович          | 1963           | —         | —         | 17         | 0          | —          | —          | 17     | 0      |
| Киряхін Сергій Миколайович       | 1964           | 18        | 0         | 35         | 0          | —          | —          | 53     | 0      |
| Магідов Ігор Олегович            | 1959           | —         | —         | 141        | 0          | 56+        | 0          | 197+   | 0      |
| Малюшенко Андрій                 | 1973           | —         | —         | 3          | 0          | —          | —          | 3      | 0      |
| Орленко Олександр Петрович       | 1954           | —         | —         | 37         | 0          | —          | —          | 37     | 0      |
| Семенов Олександр Сергійович     | 1960           | —         | —         | 84         | 0          | —          | —          | 84     | 0      |
| Ушаков Геннадій Володимирович    | 1957           | 30        | 0         | 260        | 0          | —          | —          | 290    | 0      |
| Шовгеня Віталій                  | 1957           | —         | —         | —          | —          | 3+         | 0          | 3+     | 0      |
| Яблуков Георгій                  | 1972           | —         | —         | 7          | 0          | —          | —          | 7      | 0      |

| Гравець                          | Рік народження | Вища ліга | Вища ліга | Перша ліга | Перша ліга | Друга ліга | Друга ліга | Всього | Всього |
| Гравець                          | Рік народження | І         | Г         | І          | Г          | І          | Г          | І      | Г      |
| -------------------------------- | -------------- | --------- | --------- | ---------- | ---------- | ---------- | ---------- | ------ | ------ |
| Абрамов Олександр Васильович     | 1960           | —         | —         | —          | —          | 59         | 1          | 59     | 1      |
| Акулов Сергій Геннадійович       | 1965           | 16        | 0         | 27         | 0          | —          | —          | 43     | 0      |
| Алексєєв Сергій Миколайович      | 1958           | 56        | 3         | 403        | 31         | 42+        | 2          | 501+   | 36     |
| Амелін Олексій Вікторович        | 1965           | —         | —         | 127        | 6          | —          | —          | 127    | 6      |
| Бевз Олексій Германович          | 1960           | —         | —         | 167        | 15         | 14+        | 1          | 181+   | 16     |
| Безроднов Олександр Робертович   | 1963           | —         | —         | 94         | 8          | —          | —          | 94     | 8      |
| Бондаренко Олександр             | 1971           | —         | —         | 6          | 0          | —          | —          | 6      | 0      |
| Бущан Андрій Петрович            | 1970           | 23        | 0         | 147        | 5          | —          | —          | 170    | 5      |
| Глушенков Віктор Володимирович   | 1960           | 24        | 4         | 160        | 22         | —          | —          | 184    | 26     |
| Данилов Родіон                   | 1968           | —         | —         | 38         | 1          | —          | —          | 38     | 1      |
| Дровянников Віктор Олександрович | 1960           | —         | —         | 218        | 6          | 107+       | 8          | 325+   | 14     |
| Дубровський Дмитро Радомирович   | 1973           | —         | —         | 3          | 0          | —          | —          | 3      | 0      |
| Загороднєв Андрій В'ячеславович  | 1970           | —         | —         | 46         | 0          | —          | —          | 46     | 0      |
| Захаров Ігор Петрович            | 1961           | —         | —         | —          | —          | 119        | 20         | 119    | 20     |
| Козирєв Андрій Леонідович        | 1973           | —         | —         | 41         | 0          | —          | —          | 41     | 0      |
| Козирєв Артур                    | 1967           | —         | —         | 6          | 0          | —          | —          | 6      | 0      |
| Кошкін Володимир                 | 1971           | —         | —         | 93         | 0          | —          | —          | 93     | 0      |
| Кузнецов Валерій Борисович       | 1961           | 11        | 1         | 64         | 2          | 117        | 5          | 192    | 8      |
| Любкін Володимир Володимирович   | 1963           | 21        | 0         | 358        | 64         | 69+        | 7          | 448+   | 71     |
| Мажугін Андрій Іванович          | 1963           | 53        | 5         | 350        | 50         | —          | —          | 403    | 55     |
| Максимов В'ячеслав               | 1959           | —         | —         | —          | —          | 65         | 7          | 65     | 7      |
| Максимов Володимир Миколайович   | 1960           | —         | —         | —          | —          | 92         | 10         | 92     | 10     |
| Малихін Ігор Васильович          | 1969           | —         | —         | 41         | 2          | —          | —          | 41     | 2      |
| Михальов Олег                    | 1963           | —         | —         | 6          | 0          | —          | —          | 6      | 0      |
| Михальченко Борис Григорович     | 1968           | 42        | 0         | 153        | 5          | —          | —          | 195    | 5      |
| Муравйов В'ячеслав Миколайович   | 1959           | —         | —         | —          | —          | 81         | 9          | 81     | 9      |
| Новиков Володимир Миколайович    | 1958           | —         | —         | 106        | 12         | 38+        | 11         | 144+   | 23     |
| Огурцов Олексій                  | 1972           | —         | —         | 1          | 0          | —          | —          | 1      | 0      |
| Осадчий Олександр                | 1975           | —         | —         | 42         | 3          | —          | —          | 42     | 3      |
| Печенєв Олександр Юрійович       | 1957           | 55        | 3         | 465        | 60         | 104+       | 25         | 624+   | 88     |
| Попихін Євген Миколайович        | 1960           | —         | —         | —          | —          | 20         | 1          | 20     | 1      |
| Протопопов Андрій Володимирович  | 1974           | —         | —         | 15         | 0          | —          | —          | 15     | 0      |
| Салієв Валерій                   | 1970           | 5         | 0         | 121        | 2          | —          | —          | 126    | 2      |
| Салімжанов Анатолій              | 1965           | —         | —         | 41         | 1          | —          | —          | 41     | 1      |
| Свілін Олександр Геннадійович    | 1973           | —         | —         | 6          | 0          | —          | —          | 6      | 0      |
| Слащев Руслан Олексійович        | 1975           | —         | —         | 1          | 0          | —          | —          | 1      | 0      |
| Тюленєв Юрій Олександрович       | 1965           | —         | —         | 3          | 0          | —          | —          | 3      | 0      |
| Фролов Дмитро Миколайович        | 1968           | —         | —         | 65         | 2          | —          | —          | 65     | 2      |
| Хайбуллін Володимир Гарейович    | 1960           | —         | —         | —          | —          | 48         | 4          | 48     | 4      |
| Хоменко Анатолій Андрійович      | 1961           | 54        | 6         | 459        | 28         | —          | —          | 513    | 34     |
| Цируль Едуард Дмитрович          | 1954           | —         | —         | 221        | 13         | 100+       | 11         | 321+   | 24     |
| Шаргородський Олег Віталійович   | 1969           | 53        | 2         | 116        | 10         | —          | —          | 169    | 12     |
| Юр'єв Сергій Володимирович       | 1959           | —         | —         | —          | —          | 38         | 0          | 38     | 0      |
| Яковенко Андрій Васильович       | 1965           | —         | —         | 38         | 4          | —          | —          | 38     | 4      |
| Ярижко Дмитро                    | 1971           | —         | —         | 23         | 1          | —          | —          | 23     | 1      |

| Гравець                             | Рік народження | Вища ліга | Вища ліга | Перша ліга | Перша ліга | Друга ліга | Друга ліга | Всього | Всього |
| Гравець                             | Рік народження | І         | Г         | І          | Г          | І          | Г          | І      | Г      |
| ----------------------------------- | -------------- | --------- | --------- | ---------- | ---------- | ---------- | ---------- | ------ | ------ |
| Акулінін Ігор Іванович              | 1965           | —         | —         | 10         | 2          | —          | —          | 10     | 2      |
| Аліпов Євген Леонідович             | 1965           | —         | —         | 103        | 30         | —          | —          | 103    | 30     |
| Андрєєв Дмитро                      | 1972           | —         | —         | 54         | 9          | —          | —          | 54     | 9      |
| Анферов Михайло Андрійович          | 1956           | 51        | 11        | 184        | 73         | —          | —          | 235    | 84     |
| Бабенко Юрій Миколайович            | 1961           | —         | —         | 16         | 3          | —          | —          | 16     | 3      |
| Благодатських Вадим Юрійович        | 1965           | —         | —         | 143        | 33         | —          | —          | 143    | 33     |
| Брезгін Ігор                        | 1966           | —         | —         | 25         | 0          | —          | —          | 25     | 0      |
| Буценко Костянтин Леонідович        | 1969           | 56        | 7         | 177        | 22         | —          | —          | 233    | 29     |
| Варивончик Анатолій Миколайович     | 1959           | 26        | 1         | 356        | 96         | 122+       | 69         | 504+   | 166    |
| Васильєв Андрій                     | 1961           | —         | —         | —          | —          | 34+        | 4          | 34+    | 4      |
| Васильєв Олег Вікторович            | 1973           | —         | —         | 58         | 11         | —          | —          | 58     | 11     |
| Вахрушев Андрій Геннадійович        | 1965           | —         | —         | 10         | 3          | —          | —          | 10     | 3      |
| Винник Олексій Олександрович        | 1962           | —         | —         | 64         | 23         | —          | —          | 64     | 23     |
| Віттенберг Андрій                   | 1965           | —         | —         | 120        | 28         | —          | —          | 120    | 28     |
| Власов Олег                         | 1971           | —         | —         | 115        | 23         | —          | —          | 115    | 23     |
| Вялов Олександр Миколайович         | 1959           | —         | —         | —          | —          | 48         | 8          | 48     | 8      |
| Громов Дмитро Олексійович           | 1958           | —         | —         | —          | —          | 56         | 14         | 56     | 14     |
| Дінісін Олексій                     | 1968           | —         | —         | 48         | 3          | —          | —          | 48     | 3      |
| Дрижак Сергій                       | 1973           | —         | —         | 2          | 0          | —          | —          | 2      | 0      |
| Єловиков Володимир Ілліч            | 1966           | 24        | 0         | 25         | 5          | —          | —          | 49     | 5      |
| Ємельяненко Анатолій Іванович       | 1949           | —         | —         | 139        | 49         | —          | —          | 139    | 49     |
| Єршов Владислав В'ячеславович       | 1960           | 55        | 4         | 472        | 133        | 169+       | 82         | 696+   | 219    |
| Єфимов Олександр                    | 1964           | —         | —         | 108        | 25         | —          | —          | 108    | 25     |
| Єфимов Павло Володимирович          | 1959           | —         | —         | 61         | 14         | 102+       | 65         | 163+   | 79     |
| Журавльов Юрій                      | 1960           | —         | —         | —          | —          | 1          | 0          | 1      | 0      |
| Запорожченко Геннадій Володимирович | 1972           | —         | —         | 33         | 2          | —          | —          | 33     | 2      |
| Зінін Дмитро Едуардович             | 1968           | —         | —         | 41         | 14         | —          | —          | 41     | 14     |
| Зубрильчев Володимир Васильович     | 1960           | —         | —         | 124        | 100        | 104+       | 67         | 228+   | 167    |
| Іваненко Олександр Григорович       | 1971           | —         | —         | 103        | 23         | —          | —          | 103    | 23     |
| Карамнов Віталій Володимирович      | 1968           | 23        | 4         | 85         | 14         | —          | —          | 108    | 18     |
| Клизуб Руслан                       | 1975           | —         | —         | 2          | 0          | —          | —          | 2      | 0      |
| Кобіков Олександр Анатолійович      | 1969           | —         | —         | 2          | 0          | —          | —          | 2      | 0      |
| Ковешников Анатолій Леонідович      | 1973           | —         | —         | 40         | 4          | —          | —          | 40     | 4      |
| Кожокін Геннадій Миколайович        | 1968           | 50        | 9         | 233        | 78         | —          | —          | 283    | 87     |
| Коміссаров Ігор                     | 1965           | —         | —         | 38         | 3          | —          | —          | 38     | 3      |
| Коржилов Ігор Михайлович            | 1957           | 26        | 2         | 416        | 123        | —          | —          | 442    | 125    |
| Коробов Володимир                   | 1959           | —         | —         | 30         | 7          | 98+        | 39         | 128+   | 46     |
| Короленко Євген Олегович            | 1960           | —         | —         | —          | —          | 71         | 29         | 71     | 29     |
| Кочалаєвський Віталій Михайлович    | 1960           | —         | —         | —          | —          | 58         | 15         | 58     | 15     |
| Ксенофонтов Олександр Олексійович   | 1958           | —         | —         | 186        | 86         | 105+       | 52         | 291+   | 138    |
| Кузнецов Вадим Петрович             | 1972           | —         | —         | 7          | 0          | —          | —          | 7      | 0      |
| Кулешов Юрій                        | 1975           | —         | —         | 7          | 0          | —          | —          | 7      | 0      |
| Лазаренко Олексій Михайлович        | 1976           | —         | —         | 5          | 0          | —          | —          | 5      | 0      |
| Лисін Геннадій                      | 1956           | —         | —         | 13         |            | —          | —          | 13     |        |
| Литвиненко Віталій Іванович         | 1970           | 50        | 7         | 175        | 38         | —          | —          | 225    | 45     |
| Марінін Олег Миколайович            | 1966           | —         | —         | 70         | 18         | —          | —          | 70     | 18     |
| Мітін Володимир Тимофійович         | 1959           | —         | —         | —          | —          | 5          | 1          | 5      | 1      |
| Морозов Андрій Анатолійович         | 1961           | —         | —         | 79         | 24         | 69+        | 46         | 133+   | 70     |
| Морозов Ігор Анатолійович           | 1961           | —         | —         | 45         | 9          | 85+        | 43         | 130+   | 52     |
| Ніконоров Сергій Вікторович         | 1965           | —         | —         | 63         | 10         | —          | —          | 63     | 10     |
| Олімпієв Сергій Вікторович          | 1975           | —         | —         | 2          | 0          | —          | —          | 2      | 0      |
| Орлов Віктор Сергійович             | 1960           | —         | —         | —          | —          | 28         | 8          | 28     | 8      |
| Павлов Ігор Валентинович            | 1965           | —         | —         | 35         | 3          | —          | —          | 35     | 3      |
| Петренко Сергій Анатолійович        | 1968           | —         | —         | 44         | 8          | —          | —          | 44     | 8      |
| Писарєв Андрій Костянтинович        | 1961           | —         | —         | 100        | 18         | —          | —          | 100    | 18     |
| Повечеровський Сергій Адамович      | 1960           | 53        | 13        | 198        | 64         | —          | —          | 251    | 77     |
| Подузов Олег В'ячеславович          | 1960           | —         | —         | 115        | 23         | —          | —          | 115    | 23     |
| Поляков Віталій Володимирович       | 1959           | —         | —         | 232        | 67         | 43+        | 31         | 275+   | 98     |
| Попов Євген Анатолійович            | 1961           | —         | —         | —          | —          | 30         | 6          | 30     | 6      |
| Романишин Олег Ярославович          | 1965           | —         | —         | 1          | 0          | —          | —          | 1      | 0      |
| Самойленко Геннадій Володимирович   | 1968           | 1         | 0         | 44         | 7          | —          | —          | 45     | 7      |
| Самойлов Ігор                       | 1971           | —         | —         | 9          | 1          | —          | —          | 9      | 1      |
| Сауков Микола Геннадійович          | 1961           | —         | —         | —          | —          | 97         | 33         | 97     | 33     |
| Сидоров Андрій Валентинович         | 1969           | 47        | 13        | 57         | 21         | —          | —          | 104    | 34     |
| Сиченко Євген Олександрович         | 1970           | 17        | 0         | 41         | 0          | —          | —          | 58     | 0      |
| Слєпишев Володимир Володимирович    | 1960           | —         | —         | —          | —          | 30         | 11         | 30     | 11     |
| Сливченко Вадим Миколайович         | 1970           | 26        | 2         | 147        | 29         | —          | —          | 173    | 31     |
| Сумець Дмитро Леонідович            | 1971           | —         | —         | 2          | 0          | —          | —          | 2      | 0      |
| Тишков Андрій Васильович            | 1959           | —         | —         | —          | —          | 38         | 30         | 38     | 30     |
| Ткачук Олексій Васильович           | 1964           | —         | —         | 304        | 104        | —          | —          | 304    | 104    |
| Толстих Сергій Вікторович           | 1961           | —         | —         | —          | —          | 16         | 4          | 16     | 4      |
| Трасеух Олексій Борисович           | 1968           | 55        | 10        | 202        | 45         | —          | —          | 257    | 55     |
| Удалов Олександр Анатолійович       | 1961           | —         | —         | —          | —          | 100+       | 17         | 100+   | 17     |
| Фахрутдінов Місхат Кашафутдінович   | 1958           | —         | —         | 36         | 19         | —          | —          | 36     | 19     |
| Філіппов Дмитро                     | 1963           | —         | —         | 29         | 4          | —          | —          | 29     | 4      |
| Філіппов Олександр                  | 1962           | —         | —         | —          | —          | 8          | 1          | 8      | 1      |
| Фуніков Ігор Львович                | 1960           | 24        | 9         | 412        | 207        | 104+       | 70         | 540+   | 286    |
| Холодов В'ячеслав                   | 1973           | —         | —         | 16         | 0          | —          | —          | 16     | 0      |
| Чорний Валерій Вікторович           | 1969           | 34        | 3         | 90         | 26         | —          | —          | 124    | 29     |
| Шевчук Володимир                    | 1968           | —         | —         | 20         | 1          | —          | —          | 20     | 1      |
| Шкурдюк Віктор Миколайович          | 1958           | —         | —         | 30         | 9          | —          | —          | 30     | 9      |
| Юнусов Альфред Асфанович            | 1960           | 56        | 15        | 566        | 188        | 129+       | 62         | 751+   | 265    |